# Apokrif (folyóirat)
Az Apokrif az ELTE BTK-n, 2007-ben alapított, országos terjesztésű irodalmi folyóirat.
Az Apokrif célkitűzése egy irodalmi trendektől, divatoktól független, mindenkori fiatal szerzőket felfedező folyóirat kiadása, valamint színvonalas irodalmi műhely megteremtése és életben tartása, továbbá szakmailag igényes fórum biztosítása pályakezdőknek, a legfiatalabb irodalmi generációknak. A lap 2011 óta a Palimpszeszt Kulturális Alapítvány kiadásában jelenik meg.

## Története

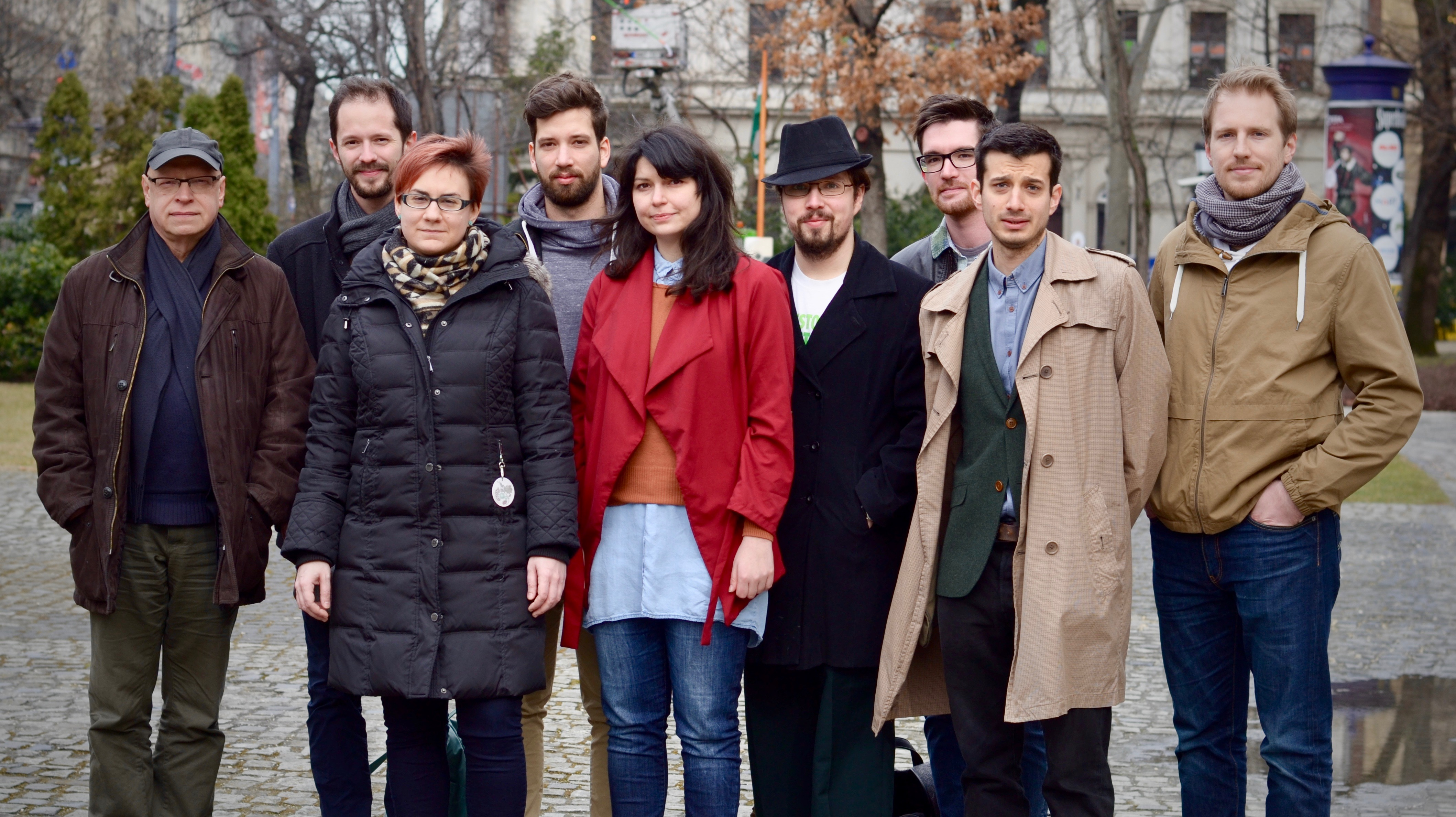
Az Apokrif szerkesztősége a folyóirat fennállásának tizedik évfolyamába lépve, 2017-ben

2007-ben alapította a folyóiratot Török Sándor Mátyás, Nyerges Gábor Ádám és Fráter Zoltán, irodalomtörténész, egyetemi docens. Nem sokkal ezután csatlakozott a szerkesztőséghez Tarcsay Zoltán, aki (szerkesztői tevékenységei mellett) mindmáig a lap arculatáért, külső megjelenésért is felelős. 2011-ben és 2012-ben új tagok csatlakoztak a szerkesztőséghez: Torma Mária előbb a kritikai majd a prózarovat rovatvezetőjeként, valamint Reichert Gábor előbb az Apokrif Online, majd a nyomtatott folyóirat kritikai rovatának szerkesztőjeként. Az első lapszám 2008 áprilisában jelent meg; a kiadvány első két évfolyamában rendszertelen időközönként évi három megjelenést produkált, majd a 2010-ben kezdődő harmadik évfolyammal állt át a rendszeresített negyedéves megjelenésre, amely mindmáig jellemzi a lapot. Az Apokrif valamennyi számában publikálási lehetőséghez jut legalább egy új szerző. 2008 novembere óta a szerkesztők rendszeresen szerveznek közönségtalálkozókat, felolvasásokat. A folyóirat kilenc szerzőjét bemutató, Beszámított veszteség című versantológia a 2009-es karácsonyi könyvvásárra jelent meg a Napkút Könyvkiadó gondozásában. A kaposvári Képírás című online periodika hasábjain lépett színre először közösen, reprezentatív módon az Apokrif-kör: ők jegyezvén a lap teljes 2010/1-es számát (Nyerges Gábor Ádám társszerkesztői közreműködésével). Hasonló gesztusként az Új Forrás 2010 márciusi számában (Kelemen Lajos "Kilenc mag" című, a Beszámított veszteségről írt esszéje mellett) hat Apokrif-szerző is egyszerre publikálhatott. 2011 augusztusában az Apokrif szerzői és szerkesztői mutatkoztak be a József Attila Kör szigligeti alkotótáborában. Ugyanekkor került sor a hivatalos bejelentésre (majd írásban szeptember 1-jén a folyóirat hálózati kiadásában), mely szerint az Apokrif új felelős kiadója a Palimpszeszt Kulturális Alapítvány, a folyóirat pedig ötödik évfolyamától kezdve (2012-től) immáron országos terjesztésű sajtótermékként jelenik meg. 2011. szeptember 1-jén újabb két taggal bővült a szerkesztőség, a folyóirat képanyagát és nyomtatott, illetve vizuális tartalmait innentől kezdve Erdei Tamás és Veress Dani szerkesztik. Ugyancsak 2011 őszétől a folyóirat által havi rendszerességgel szervezett felolvasások (számos a Szabad az Á-ban megtartott est után) új helyre, a Csendes Létterembe, aztán a Roham bárba, majd a H13-ba költöztek. (A Roham bár átmeneti megszűnése, majd költözése után jelenleg ismét az Apokrif-estek rendszeres színhelyéül szolgál.) 2012-ben ismét változások álltak be a szerkesztőség összetételében: ez év szeptember 1-től Torma Mária a felel a széppróza-, Reichert Gábor pedig a kritikai rovatért. Az Apokrif Online szerkesztését ugyancsak 2012. szeptember 1-től fél éven át Turi Márton, majd 2013 tavaszától újabb fél évig Sós Dóra látta el. 2013 decemberében csatlakozott a szerkesztőséghez az Apokrif Online jelenlegi főszerkesztője, Murzsa Tímea. Az Apokrif folyóirat 2012-ben kezdődő ötödik évfolyamától kezdve a Lapker terjesztői hálózatának tagjaként immáron országszerte megvásárolható. A folyóirat legelső száma megjelenésének évfordulóján, 2014. április 1-én került bejelentésre az Apokrif és a Fiatal Írók Szövetsége között született megállapodás, melynek értelmében a két szervezet közös könyvsorozat indításába fog Apokrif Könyvek címen. A sorozat keretében a folyóiratban rendszeresen publikáló szerzők kötetei jelenhetnek meg - elbírálása egy kétfordulós pályázat keretében zajlik; szerkesztőbizottsága megegyezik az Apokrif nyomtatott változatát összeállító szerkesztőségével. A 2015-ös év változással kezdődött a lap számára, januárban távozott a szerkesztőségtől Torma Mária és Reichert Gábor, helyüket Evellei Kata (kritikai rovat) és Gál Soma (széppróza rovat) vették át. A lap szerkesztőségét az alapító főszerkesztő Nyerges Gábor Ádám és felelős szerkesztő Fráter Zoltán mellett Murzsa Tímea (prózarovat), Mizsur Dániel (kritikarovat), veress dani (képzőművészeti rovat) és Tamás Péter (műfordítás-rovat) alkotja. 2017-ben a folyóirat tízéves fennállását 2017/1. lapszámában korábbi szerzőik új írásaiból antológiajellegű összeállítással ünnepelte, valamint ugyanezen alkalomból a folyóiratban publikáló képzőművészeti alkotásokból összeállított, időszaki kiállítás (kurátorok: Gucsa Magdolna, veress dani), az ELTE Bölcsészettudományi Kara által szervezett egynapos konferencia, illetve egy a lap első tíz évének működését feldolgozó rövidfilm is készült. 2020 tavaszán a koronavírus-járvány miatt kialakult karanténra reagálva a lap szerkesztői ingyenesen, kizárólag online hozzáférhető különszámmal jelentkeztek. Tizenharmadik évfolyama végén, 2020/4. lapszámával ért el a folyóirat 50. számához.

## Szerzői kör
A folyóirat, bár egyik elsődleges célkitűzése újabb és újabb tehetségek felfedezése és felkarolása, rendelkezik egy viszonylag állandónak tekinthető alkotói körrel is. Jórészt ezen szerzők műveiből állt össze a Beszámított veszteség című antológia is. A kötetben szereplő költők egy része jelenleg is a folyóirat szerzőgárdáját erősíti, mint például: Evellei Kata, Fehér Renátó, Nyerges Gábor Ádám, Palágyi László, Stolcz Ádám és Tarcsay Zoltán. A felsoroltak mellett a lap fontos szerzői közé tartozik: Halmi Tibor, Juhász Tibor, Kerber Balázs, Mizsur Dániel, Szalay Álmos, Tamás Péter, Taródi Luca, Vass Norbert. A folyóirat hasábjain számos ismert-elismert szerző is publikált, többek között Borbély Szilárd, Esterházy Péter, Garaczi László, Gergely Ágnes, Márton László, Nádasdy Ádám, Rakovszky Zsuzsa, Szálinger Balázs, Térey János.

## Különleges lapszámok

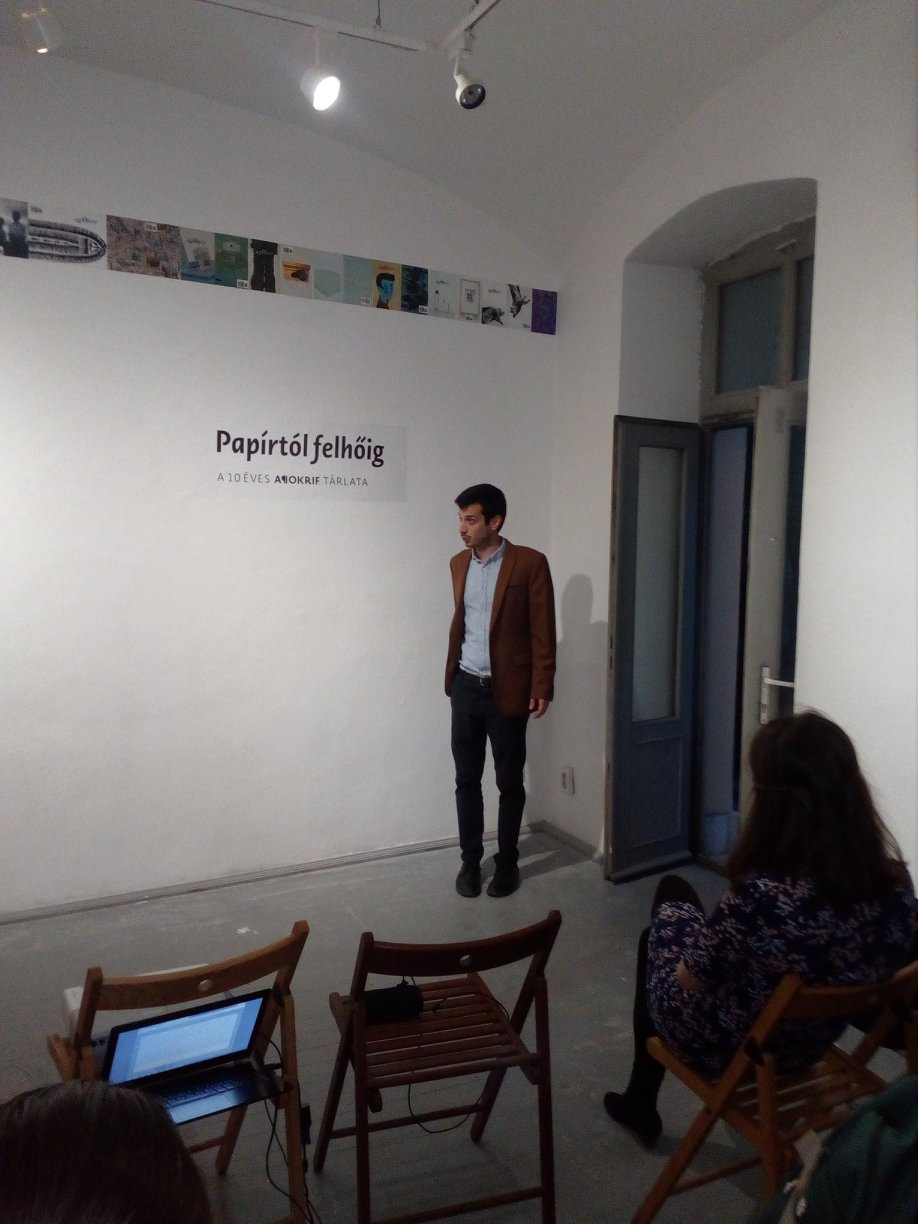
veress dani, a kiállítás társkurátora az Apokrif 10 – Papírtól felhőig tárlat megnyitóján

Az Apokrif utolsó még nem országszerte terjesztett (2011/4.) lapszámában sajátos kortárs irodalmi paródia-összeállítással készítette elő szimbolikus belépését a magyar irodalmi életbe. A Kis irodalmi ál-manach cím alatt közreadott mellékletben a folyóirat akkoriban rendszeres szerzői (Berényi Csaba, Braun Barna, Evellei Kata, Nyerges Gábor Ádám, Sós Dóra, Vass Norbert) írtak paródiákat olyan ismert alkotók munkáiról, mint Bodor Ádám, Juhász Ferenc, Kabai Lóránt, Nemes Z. Márió, Parti Nagy Lajos, Simon Márton, Tandori Dezső vagy Tóth Krisztina. Az összeállítás egyben a 2009-es évfolyamot záró lapszámban (2009/3.) közreadott paródiamelléklet párdarabjának is tekinthető, melyben a lap szerzői az Apokrifban rendszeresen publikáló alkotók műveit, stílusát parodizálták. (Az különleges kiadvány melléklete – különálló borítóval és impresszummal, Nyafogrif címen – mint "fejre állított", külön lapszám, fejjel lefelé szedve jelent meg, s így folyóirat "komoly" és "komolytalan" darabjai középen találkoztak.) Az Apokrif 2015/4. számának exkluzív (A függetlenség nemzedéke című) mellékletében az angolai irodalom területéről válogatott műfordításokat közölt (Rosário Marcelino, João de Melo és Ondjaki műveiből). A lap 2016/2. száma a folyóirat felelős szerkesztője és egyik alapítója, Fráter Zoltán 60. születésnapja tiszteletére készült összeállítást (FZ60) adott közre, melyben a lap szerzői és munkatársai (Bognár Péter, Bödecs László, Gál Soma, Tinkó Máté, illetve Mizsur Dániel, Nyerges Gábor Ádám, Reichert Gábor, Tarcsay Zoltán, Torma Mária) köszöntő írásait adta közre. A 2016/4. számban Csepella Olivér Nyugat+Zombik című, akkor még megjelenés előtt álló képregényéből közölt exkluzív előzetest, melyhez a lap szerzői (Bödecs László, Evellei Kata, Fráter Zoltán, Mizsur Dániel, Nyerges Gábor Ádám, Tamás Péter, Tarcsay Zoltán) írták meg a Nyugat ismert szerzőinek (Ady Endre, Babits Mihály, Balázs Béla, Cholnoky Viktor, Füst Milán, Juhász Gyula, Kaffka Margit, Karinthy Frigyes, Kosztolányi Dezső, Krúdy Gyula, Lesznai Anna, Móricz Zsigmond, Szép Ernő, Tóth Árpád) "elveszett", zombitémájú műveit. A folyóirat 2017. évi első lapszámával jubileumi, tizedik évfolyamába lépését ünnepelte. Az extra terjedelemben megjelent összeállítás az egész lapszámot kitöltötte; benne a folyóirat első tíz évi fennállásának ideje alatt a lapban publikált, részben vagy teljesen az Apokrif hasábjain pályájukat kezdő szerzők új írásaiból válogatott a szerkesztőség. A speciális összeállítás melléklete gyanánt a lap történetének egyes időszakaiból válogatott fotómelléklet is megjelent, valamint a lapszám impresszuma maga is szépirodalmi műként, volt és aktuális szerkesztők és munkatársak "sírvers-limerikjeiből" állt össze (melyeket Nyerges Gábor Ádám főszerkesztő írt). A szintén a lap tízéves fennállása előtt tisztelgő, Papírtól felhőig című időszaki kiállításon (kurátorai: Gucsa Magdolna és Veress Dani) látható munkákból a folyóirat 2018/2. száma közölt válogatást, a kurátoroké mellett a kiállítást megnyitó Nemes Z. Márió kísérőszövegeivel. 2020-ban fennállása során először (évi négy lapszámán felül) különleges, alkalmi lapszámot is közreadott a folyóirat. A covid-19 világjárvány kapcsán bevezetett karanténhelyzetre reagálva a folyóirat szerkesztősége egy exkluzív, ingyenesen és kizárólag online elérhetővé tett különszámot tett közzé. Ugyanezen évfolyam végén jelentette meg a folyóirat kereken 50. lapszámát, melynek alkalmából a 2020/4. számban a folyóirat alapítói közül mindmáig a lapnál dolgozó Fráter Zoltán felelős szerkesztő és Nyerges Gábor Ádám főszerkesztő a lap addigi történetével, céljaival és aktuális kihívásaival foglalkozó, reflektív esszéi jelentek meg.

## Feketemosó blog
2012 júliusában indult el az Apokrif szerzői és munkatársai által heti rendszerességgel írt Feketemosó blog. A netnaplónak előbb a Librarius online folyóirat adott otthont, majd áttelepült az Apokrif Online-ra. A Feketemosó életrehívója, Nyerges Gábor Ádám így nyilatkozik a blog céljáról beköszöntő szövegében: "Amiért egyáltalán mégis előhozakodunk ügyes-bajos dolgainkkal, pusztán az, hogy hiszünk benne, az emberekben (talán bennünk is) általában szokott lenni valami érdekes." A Feketemosót minden folyamában négy szerző írja felváltva, a blog minden hónap (előbb keddjén, jelenleg) szerdáján frissül. Minden felkért szerző fél éven át blogol, ez a felkérés meghosszabbítható további fél évvel. A Feketemosó félévfolyamainak eddigi szerzői (a heti bontások sorrendjeiben): 
- 2012 nyarától: Nyerges Gábor Ádám, Torma Mária, Fehér Renátó, Tinkó Máté
- 2013 tavaszától: Evellei Kata, Torma Mária, Fehér Renátó, Tinkó Máté
- 2013 nyarától: Evellei Kata, Szendi Nóra, Sós Dóra és Gál Soma
- 2014 tavaszától: Nyerges Gábor Ádám, Szendi Nóra, Murzsa Tímea, Halmi Tibor
- 2014 nyarától: Gál Soma, Bödecs László, Murzsa Tímea, Palágyi László
- 2015 tavaszától: Bödecs László, Juhász Tibor, Kerber Balázs, Mizsur Dániel
- 2015 nyarától: Juhász Tibor, Kerber Balázs, Mizsur Dániel, Szendi Nóra
- 2016 tavaszától: Barna Péter, Bezsenyi Tamás, Hyross Ferenc, Stolcz Ádám
- 2016 nyarától: Bezsenyi Tamás, Hyross Ferenc, Stolcz Ádám, Vajna Ádám
- 2017 tavaszától: Bali Farkas Péter, Bödecs László, Halmi Tibor, Vajna Ádám
- 2017 nyarától: Bali Farkas Péter, Bödecs László, Murzsa Tímea, Nagy Hajnal Csilla
- 2018 tavaszától: Evellei Kata, Halmi Tibor, Nagy Hajnal Csilla, Tóth Anikó
- 2018 nyarától: Nagy Éva, Nyerges Gábor Ádám, Szalay Álmos, Tóth Anikó
- 2019 tavaszától: Bezsenyi Tamás, Gál Soma, Nagy Éva, Szalay Álmos
- 2019 nyarától: Bezsenyi Tamás, Bödecs László, Gál Soma, Semság Tibor
- 2020 tavaszától: Bödecs László, Mizsur Dániel, Nagy Éva, Semság Tibor
- 2020 nyarától: G. Szabó Sarolta, Nagy Hilda, Szalay Álmos, Torma Mária
- 2021 tavaszától: Haraszt Kira, Dénes Gergő, G. Szabó Sarolta, Torma Mária
- 2021 nyarától: Szabó Dárió, Dénes Gergő, Fodor Balázs, Taródi Luca

## Apokrif Könyvek
A folyóirat legelső száma megjelenésének évfordulóján, 2014. április 1-én került bejelentésre az Apokrif és a Fiatal Írók Szövetsége között született megállapodás, melynek értelmében a két szervezet közös könyvsorozat indításába fog Apokrif Könyvek címen. A sorozat keretében a folyóiratban rendszeresen publikáló szerzők kötetei jelenhetnek meg - elbírálása egy kétfordulós pályázat keretében zajlik; szerkesztőbizottsága megegyezik az Apokrif nyomtatott változatát összeállító szerkesztőségével. A pályázat minden évben kiírásra kerül. Az első pályázati kör (2014. május-június) eredményét 2014 októberében hirdették ki, Bödecs László, Juhász Tibor és Szendi Nóra kötettervei jelenhettek meg a 86. Ünnepi Könyvhétre. 2016-ban Stolcz Ádám, 2017-ben Csillik Kristóf és Mizsur Dániel, 2018-ban Norman Jope (Tarcsay Zoltán fordításában) és Vass Norbert, 2020-ban Halmi Tibor köteteivel bővült a sorozat. A 2020-as pályázat végeredménye értelmében 2021-ben első ízben korábban díjazott szerzők (Stolcz Ádám és Tarcsay Zoltán) újabb könyvei jelenhetnek meg a sorozat 10. és 11. darabjaiként.

## A lap szerkezete
Az Apokrif név alapvetően két médiafelületet is magában foglal: a nyomtatásban megjelenő folyóiratot, illetve az Apokrif Online kulturális magazint. Míg előbbiben kizárólag a szerkesztők által legnívósabbnak talált szépirodalmi művek, illetve recenziók (valamint az adott lapszámban megjelent szépirodalmi és képzőművészeti munkákra reflektáló Látószög rovat esszéi) jelenhetnek meg, utóbbi teret ad olyan alkotásoknak is, melyek nyomtatott közlése kapcsán nem alakult ki egyetértés a szerkesztőség tagjai közt. Nyerges Gábor Ádám így ír erről az első szám előszavában: "...bár egy folyóirat összeállítása minden (legalábbis minden említésre méltó) kiadvány esetében a szerkesztői értékrend lenyomata is, nem tartjuk kizárólagosnak a véleményünket, ahogy magunkat sem megfellebbezhetetlen orákulumok gyülekezetének. Ezért indul el hamarosan az Apokrif hálózati kiadása, amely olyan műveket is tartalmazni fog, amelyek bizonyos (terjedelmi vagy egyéb) okok miatt nem fértek be a nyomtatott verzióba, vagy csak nem tetszettek nekünk, mégis láttunk bennük fantáziát." (Apokrif, 2008/1. ) Ezek mellett a lap internetes kiadása tartalmaz kritikákat, programajánlókat, képzőművészeti alkotásokat, tudósításokat, továbbá a folyóirattal, illetve annak szerzőivel kapcsolatos rövidhíreket – valamint a 2010-es évek folyamán mind több eredeti, elsődleges, a nyomtatott folyóirattól független szépirodalmi publikációt. Az Apokrif Online 2012. szeptember 1-ével kezdődő, többéves, hosszas megújulási projektje keretében mindinkább önálló sajtótermékként működik. Jelenlegi szerkesztői: Murzsa Tímea (főszerkesztő), Molnár A. Aliz (felelős szerkesztő), Halmi Tibor (szépirodalom), Nagy Éva (színház), veress dani (képzőművészet), Dénes Gergő (munkatárs).

## Közönségtalálkozók
Az Apokrif első közönségtalálkozójának az akkor még a Merlin Színházban működő Songwriters' Klub adott helyet 2008 novemberében. Az azóta eltelt idő alatt számos felolvasást tartottak a szerzők, gyakran havi rendszerességgel. Néhány hónapig az Inverzium Tea&Coffee számított a közönségtalálkozók törzshelyének, 2009 novemberétől azonban a korábbi Tilos az Á helyén létrejött Szabad az Á-ba tette a szerkesztőség a felolvasások székhelyét. 2010 áprilisában az Apokrif szerzőinek felavatása volt az akkoriban megnyitott, kaposvári Takáts Gyula Emlékház első hivatalos rendezvénye. Az Apokrif eddigi, több mint egy évtizedes fennállása során megtartott száz körüli közönségtalálkozója közül minden bizonnyal az egyik legjelentősebb zajlott 2011. augusztus 23-án, a József Attila Kör szigligeti alkotótáborának nyitónapján, mikor az Apokrif-műhely bemutatkozó estje keretében a lap szerzői és szerkesztői olvastak fel műveikből és beszélgettek a folyóirat hátteréről, történetéről és a szerkesztés kulisszatitkairól. Az Apokrif fennállása óta számos helyen (Merlin Színház, Inverzium, Szabad az Á, Csendes Létterem, H13, Roham bár) tartott felolvasóesteket. Jelenleg lapbemutatóiknak és egyéb tematikus felolvasóestjeiknek az Írók Boltja és a Nyitott Műhely ad otthont.

## Külső hivatkozások
- Az Apokrif Hálózati Kiadása
- A Képírás folyóirat Apokrif-száma
- A Litera.hu interjúja Nyerges Gábor Ádám főszerkesztővel
- Toperczer Anita beszélgetése Nyerges Gábor Ádámmal az Apokrif történetéről és jövőjéről a folyóirat Hálózati Kiadásán
- Acsai Roland írása a Beszámított veszteségről a Bárka Online-on
- Kelemen Lajos Kilenc mag című esszéje a Beszámított veszteségről Archiválva 2010. szeptember 21-i dátummal a Wayback Machine-ben
- A folyóirat Youtube-csatornája
- Tudósítás az Apokrif-kör felolvasásáról a Kapos TV-ben. YouTube
- Ayhan Gökhan írása a Prae.hu-n a Beszámított veszteség könyvbemutatójáról Archiválva 2010. szeptember 21-i dátummal a Wayback Machine-ben
- Kupa Júlia tudósítása az Apokrif 2010. szeptemberi felolvasásáról a Prae.hu-n[halott link]
- Braun Barna tudósítása a 2011. februári Apokrif-farsangról a Kulteren
- Bedi Katalin recenziója a Beszámított veszteségről a Kultúra & Kritikán
- Képek az egyik felolvasásról
- Bárdos Deák Ágnes netnaplója a JAK szigligeti táboráról a Litera.hu-n: Költészettel szociokulturális szegregáció ellen
- Medina Carmen Csilla tudósítása a Kulter.hu-n a szigligeti JAK-tábor első napjáról: Friss. Olcsó. Jó
- Simon Márton beszámolója a Prae.hu-n a JAK-tábor első napjáról: Bob Dylantől Horn Gyuláig[halott link]
- Kassai Zsigmond beszámolója a Magyar Hírlap-ban a JAK-táborról: Társadalmi szolidaritás az irodalomban